# الداهنة
الداهنة؛ وتقع تحت سفح جبل طويق من الغرب في الحمادة، بين محافظتي المجمعة وشقراء. حيث تبعد ما يقارب 50 كيلو عن كلا المحافظتين، وتبعد عن العاصمة الرياض ما يقارب 200 كيلو، وهي تعتبر تابعة لمحافظة شقراء الوشم.
وأقرب ما يليها من بلاد الوشم: أشيقر في الجنوب الغربي، والحريق في الجنوب الشرقي. ذكرت الداهنة في صحيح الأخبار عما في بلاد العرب من الآثار، وقيل بأنها معروفة لدى جميع أهل نجد، ويحدها من الشمال: الغاط وقراها، ويحدها جنوبًا قصـور السحق، والحمادة ناحية باليمامة لبني تميم.

## تاريخ الداهنة
هناك إشارات تدل على امتداد عمرانها إلى منتصف القرن الثالث عشر الهجري.
قدم إليها الثبتان من قبيلة عتيبة عندما وحد الملك عبد العزيز أجزاء من المملكة العربية السعودية، وهيأ لهم مواطن للاستقرار، وكان لواء الداهنة من ألوية الجهـــاد.
ونواة لجيش التوحيد الذي شارك في توحيد المملكة الذي انطلق إلى الحجاز بقيادة عمر بن ربيعان. 

## أبرز أمراء الداهنة
- عبد الرحمن بن ربيعان. انتقل إلى نفي بأمر من الملك عبد العزيز.
- ثم تولى الإمارة غازي البراق، وبعده خالد الحلاج الجميلي.
- ثم عين في الإمارة: محمد بن جاسر الحمراني، ثم عبد الله بن محمد بن جاسر.
- ثم تولى سلطان بن محمد بن حليس الإمارة، ومن بعده أبناؤه: صلال بن سلطان وذعار بن سلطان، ويرأس مركز الداهنة الآن حفيده: سلطان بن ذعار.

## سكان الداهنة
يسكنها الحمران والعردة والبراريق من ذوي ثبيت من قبيلة عتيبة الهوازنية.